# 長恨歌傳
《長恨歌傳》，唐人傳奇之一，作於唐憲宗元和初年。作者陳鴻，生卒年不詳，約與白居易同期。當時白居易與陳鴻、王質夫居盩厔縣，三人同遊，話及唐玄宗與楊貴妃，於是白居易作《長恨歌》；而陳鴻寫《長恨歌傳》，描述楊貴妃從壽王李瑁府邸到入宮，到縊死於馬嵬坡的始末。是最早记载杨贵妃本为寿王妃的文献。《長恨歌傳》與《長恨歌》相輔而行，流傳甚廣。